# Dick Huemer
Pour les articles homonymes, voir Huemer.
Dick Huemer, né le 2 janvier 1898 à New York, État de New York (États-Unis) et mort le 30 novembre 1979 à Burbank (Californie, États-Unis), est un réalisateur et scénariste américain.

## Biographie
Il crée les personnages de Toby the Pup avec les animateurs Art Davis et Sid Marcus en 1930, puis de Scrappy en 1931 pour le studio de Charles Mintz.
Il rejoint les studios Disney le 16 avril 1933 comme animateur. Il travaille sur des courts métrages. Il fait partie des animateurs débauchés des studios newyorkais par Disney dans les années 1920 et 1930 comme Burton Gillett, Ben Sharpsteen, Ted Sears, George Stallings et Bill Tytla.
En 1938, il est nommé réalisateur du Mickey Mouse Chasseurs de baleines puis de Dingo et Wilbur (1939).
Il travaille ensuite sur les scénarios de plusieurs longs et courts métrages dont Dumbo (1941). Il quitte les studios en 1948 pour revenir en 1951.
En dehors du long métrage d'animation Alice au pays des merveilles (1951), il ne travaille plus que sur les émissions de télévisions.
À partir de 1955, et jusqu'à sa retraite en 1973, il écrit les scénarios de version en bande dessinée de la série True-Life Adventures pour le département des comics.

## Filmographie

### comme animateur
Filmographie partielle
- 1934 : La Cigale et la Fourmi (Grasshopper and the Ants) de Wilfred Jackson
- 1934 : Une petite poule avisée (The Wise Little Hen) de Wilfred Jackson
- 1935 : Le Lièvre et la Tortue (The Tortoise and the Hare) de Wilfred Jackson
- 1935 : La Fanfare (The Band Concert) de Wilfred Jackson
- 1937 : Les Revenants solitaires (Lonesome Ghosts) de Burt Gillett

### comme réalisateur
- 1930 : The Museum
- 1931 : Toby the Milkman
- 1931 : Yelp Wanted
- 1931 : Little Pest
- 1931 : Sunday Clothes
- 1931 : The Dog Snatcher
- 1931 : Showing Off
- 1932 : The Chinatown Mystery de Dick Huemer
- 1932 : Minding the Baby
- 1932 : The Treasure Runt
- 1932 : Railroad Wretch
- 1932 : The Pet Shop
- 1932 : Stepping Stones
- 1932 : Battle of the Barn
- 1932 : Fare Play
- 1932 : Camping Out
- 1932 : Black Sheep
- 1932 : The Great Bird Mystery
- 1932 : Flop House
- 1932 : The Bad Genius
- 1932 : The Wolf at the Door
- 1933 : Sassy Cats
- 1933 : Scrappy's Party
- 1933 : Beer Parade
- 1933 : False Alarm
- 1933 : The Match Kid
- 1933 : Technocracket
- 1933 : The World's Affair
- 1933 : Movie Struck
- 1933 : Sandman Tails
- 1933 : Hollywood Babies
- 1933 : Scrappy's Auto Show
- 1938 : Chasseurs de baleines
- 1939 : Dingo et Wilbur

### comme scénariste
- 1941 : Dumbo
- 1942 : Der Fuehrer's Face
- 1942 : Saludos Amigos (Saludos Amigos)
- 1946 : La Boîte à musique (Make Mine Music)
- 1946 : Pierre et le Loup
- 1951 : Alice au pays des merveilles (Alice in Wonderland)